# Loxostege quaestoralis
Loxostege quaestoralis là một loài bướm đêm trong họ Crambidae.